# (14611) Elsaadawi
(14611) Elsaadawi ist ein im Hauptgürtel gelegener Asteroid, der am 20. September 1998 vom belgischen Astronomen Eric Walter Elst am La-Silla-Observatorium (Sternwarten-Code 809) der Europäischen Südsternwarte in Chile entdeckt wurde.
Der Asteroid wurde am 22. April 2016 nach der ägyptischen Schriftstellerin, Feministin und Menschenrechtlerin Nawal El Saadawi (1931–2021) benannt, die sich für die Verbesserung der sozialen und wirtschaftlichen Lebensbedingungen von Frauen einsetzte. Sie wurde durch fundamentalistische und islamistische Kreise mehrfach angefeindet und bedroht.
Der Himmelskörper gehört zur Astraea-Familie, einer Gruppe von Asteroiden, die nach (5) Astraea benannt ist.